# Hans Jünkermann
Hans Junkermann (6 de maio de 1934 – Krefeld, 11 de abril de 2022) foi um ciclista alemão.

## Biografia
Foi profissional de 1956 a 1973. Destacou também em pista ao ganhar várias provas de Seis Dias. Na modalidade em estrada destacaram seus bons resultados no Tour de France: 4.º em 1960, 5.º em 1961, 9.º em 1963, 9.º em 1964 e 11.º em 1967.
Morreu em 11 de abril de 2022, aos 87 anos de idade, em Krefeld.

## Palmarés

### Pista
- 1965
  - Campeão de Europa em americana

- 1969
  - Campeão da Europa de meio fundo

### Estrada
| - 1954 - Tour de Düren - 1955 - 2.º no Campeonato da Alemanha de Ciclismo em Estrada - 1957 - Campeonato de Zurique - 1958 - 2.º no Campeonato da Alemanha de Ciclismo em Estrada - 1 etapa da Volta à Suíça - 1959 - Campeonato da Alemanha em Estrada - Volta à Suíça, mais 1 etapa - 1960 - Campeonato da Alemanha em Estrada - 1961 - Campeonato da Alemanha em Estrada | - 1962 - Volta à Suíça, mais 2 etapas - 1 etapa da Dauphiné Libéré - 1963 - Grande Prêmio de Frankfurt - 1964 - 3.º no Campeonato da Alemanha de Ciclismo em Estrada - 1965 - 3.º no Campeonato da Alemanha de Ciclismo em Estrada - 1967 - 3.º no Campeonato da Alemanha de Ciclismo em Estrada - 1968 - 3.º no Campeonato da Alemanha de Ciclismo em Estrada |

## Resultados nas grandes voltas
| Corrida            | 1957 | 1958 | 1959 | 1960 | 1961 | 1962 | 1963 | 1964 | 1965 | 1966 | 1967 |
| ------------------ | ---- | ---- | ---- | ---- | ---- | ---- | ---- | ---- | ---- | ---- | ---- |
| Giro d'Italia      | -    | 13.º | 11.º | 14.º | 6.º  | -    | -    | -    | -    | -    | -    |
| Tour de France     | -    | -    | -    | 4.º  | 5.º  | Ab.  | 9.º  | 9.º  | 25.º | -    | 11.º |
| Volta a Espanha    | -    | -    | 15.º | -    | -    | -    | -    | -    | 7.º  | -    | -    |
| Mundial em Estrada | 31.º | 7.º  | -    | 6.º  | 10.º | 17.º | 22.º | 15.º | 21.º | -    | 25.º |